# Ophthalmotilapia heterodonta
Ophthalmotilapia heterodonta es una especie de peces de la familia Cichlidae en el orden de los Perciformes.

## Morfología
Los machos pueden llegar alcanzar los 14,4 cm de longitud total.

## Hábitat
Es una especie de clima tropical que vive entre 24 °C-26 °C  de temperatura.

## Distribución geográfica
Se encuentran en África: norte del lago Tanganika.  